# Английская национальная опера
Английская национальная опера (англ. English National Opera) — один из ведущих оперных театров Великобритании. Основан в 1931 году как оперный театр «Сэдлерс-Уэллс» (по названию театра, в помещении которого проходили спектакли). С 1958 года труппа выступает в одном из театров Вест-Энда — «Колизее» (2359 мест). Современное название театр получил в 1974 году.
Среди главных дирижёров театра — Л. Коллингвуд, А. Гибсон, К. Дэвис, Ч. Маккеррас и другие. Репертуар театра включает произведения Моцарта, Вагнера (в том числе «Кольцо нибелунга»), Яначека (ряд произведений которого поставлен здесь впервые на английской сцене), Стравинского и многих других. В 1985-93 годах театр возглавлял Питер Джонас. В 1990 году труппа гастролировала в СССР. Спектакли идут в основном на английском языке.
В 1984 году режиссёр Дэвид Олден шокировал публику постановкой «Мазепы» Чайковского, где в качестве орудия казни использовалась бензопила. Эта скандальная постановка вошла в историю оперы как «мазепинская резня бензопилой».